# 青蓮院

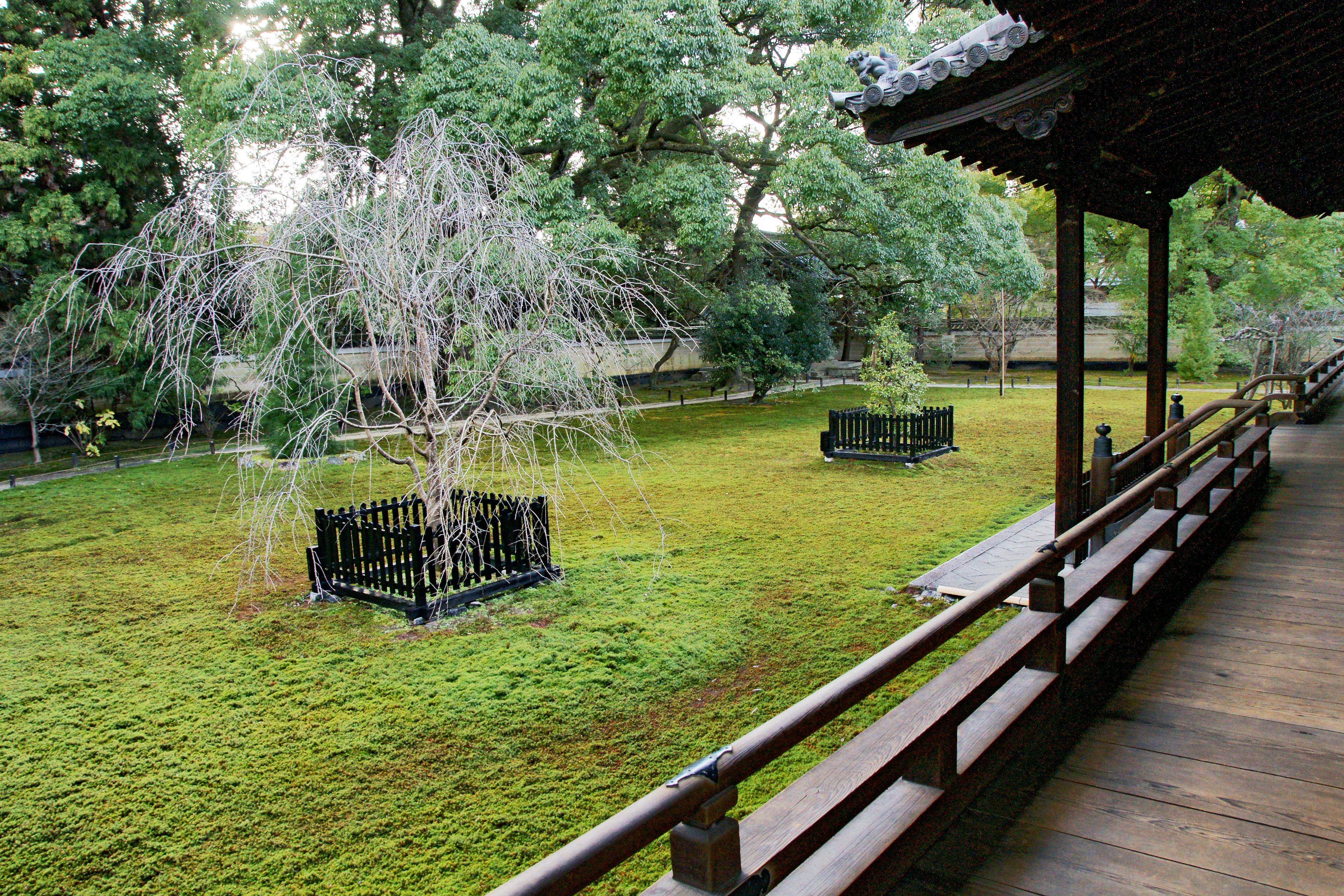
宸殿前庭、右近の橘、左近の桜

青蓮院（しょうれんいん）は、京都市東山区粟田口（あわたぐち）にある天台宗の寺院。山号はなし。本尊は熾盛光如来（しじょうこうにょらい）。青蓮院門跡（しょうれんいんもんぜき）とも称する。開山は伝教大師最澄、現在の門主（住職）は、東伏見家（旧伯爵家）出身の東伏見慈晃。

## 概要
青蓮院は、梶井（現・三千院）、妙法院と共に、天台宗の三門跡寺院である（天台三門跡）。「門跡寺院」とは皇族や摂関家の子弟が入寺する寺院のことであり、青蓮院は多くの法親王・入道親王（皇族出身で親王の称号を与えられた僧侶）が門主（住職）を務め、格式を誇ってきた。江戸時代に仮御所となったことがあるため「粟田御所」の称もある。日本三不動の1つ「青不動」のある寺としても知られる。

## 歴史
梶井、妙法院などと共に、青蓮院も比叡山上にあった房（坊）と呼ばれる小寺院がその起源となっている。青蓮院は比叡山東塔の南谷（現・延暦寺第三駐車場）にあった最澄が建立した青蓮坊がその起源である。青蓮坊は慈覚大師円仁、安恵、相応などの著名な僧侶の住居となり、東塔の主流をなす坊であった。
山下に移ったのは平安時代末期、青蓮坊の第12代行玄大僧正の時で、移転先は現在地のやや北西にあたる三条白川の地である。久安6年（1150年）に鳥羽上皇と皇后美福門院は行玄に帰依して青蓮坊を祈願所とした。このため、この頃から寺格が上がり始めた。その上、鳥羽上皇は第7皇子の覚快法親王を行玄の弟子として入寺させている。これ以降、当院は門跡寺院となり皇族や摂家の子弟が門主を務める格式高い寺院となった。
青蓮坊は院の御所に準じて都に殿舎を造営し、青蓮院と改称する。とはいえ、山上には青蓮坊がそのまま残されており、廃絶する室町時代まで寺籍は保たれていた。
行玄の没後は行玄の庇護者であった鳥羽法皇の皇子である覚快法親王が第2世門主となったが、その後継者については九条兼実が弟である慈鎮和尚慈円に譲らせようと覚快に圧力をかけ、他の弟子への継承を考えていた覚快がこれに反発し、更に行玄から覚快への継承に不満を抱いていた覚快の兄弟子である実寛も自身への継承を求めるなど紛糾したが、覚快の没後に慈円への継承が決まった。
その後、鎌倉時代になると三条白川の地にあった当院は、白川の氾濫を避けて高台となっている現在地へと移った。ここはもと十楽院という寺があった場所である。当院の南東にある花園天皇陵は「十楽院上陵」（じゅうらくいんのうえのみささぎ）と呼ばれているのがその名残である。
1220年代までには梶井門跡（現・三千院）と並ぶ門跡としての地位が確立されたとみられ、更に宝治2年（1248年）閏12月29日に出された後嵯峨上皇の院宣に初めて「青蓮院門跡」という呼称が登場することになる。その一方で、慈円の後継者を巡る争いをきっかけに青蓮院内に2つの派閥が形成され、後醍醐天皇の仲裁で第16世門主である慈道法親王が第17世門主の尊円法親王に門跡の地位を譲るまで100年以上も門主の地位を巡る内紛が続いている。
歴代住職のうち、第3世門主の慈鎮和尚慈円は歴史書『愚管抄』の著者として著名である。慈円は関白藤原忠通の子で、歌人としても知られ、天台座主を4度にわたって務めている。また第17世門主の尊円法親王は伏見天皇の第6皇子で、名筆家として知られる。尊円法親王の書風は「青蓮院流」と呼ばれ、江戸時代に広く普及した和様書風「御家流」の源流である。
室町時代には後に室町幕府第6代将軍足利義教となる義円が門主を務めた。
また衰微期の本願寺が末寺として属し、後に本願寺の興隆に尽くした蓮如もここで得度を受けている。
江戸時代の天明8年（1788年）、天明の大火で内裏が焼失した折には、青蓮院が後桜町上皇の仮仙洞御所となった。このため青蓮院旧仮御所として国の史跡に指定されている。
1872年（明治5年）11月、9月に設立されたばかりの療病院（現・京都府立医科大学附属病院）が青蓮院内に移転して活動を始めるが、1880年（明治13年）7月に現在地に移転していった。
1893年（明治26年）大火災が発生し、大部分の建物が失われてしまった。しかし、その後復興が行われる。
1993年（平成4年）4月25日には過激派（中核派）の放火により茶室「好文亭」が焼失したが、2年後に再建されている。
戦後、香淳皇后の弟にあたる東伏見慈洽が門主となったが、復興に努力した執事長との争いがこじれ、ストライキ騒ぎが起きたり、日本労働組合総評議会が門前に赤旗を並べたこともあった。多くの文化財が青蓮院の所有を離れた経緯が不明瞭であるとして国会で追及されたこともある。晩年の慈洽は世襲が想定されていない青蓮院門主の地位を息子の慈晃に譲ろうとして、これを阻止しようとする天台宗教団と軋轢を生じた。最終的には要求が容れられなければ青蓮院を天台宗から脱退させるという慈洽の強硬な態度に天台宗側が屈服し、慈晃の門主世襲が実現することになった。慈晃の跡は現在執事長を務めている子息の慈晋への継承が予定されている。

## 境内
本堂、宸殿、小御所、華頂殿、叢華殿、好文亭などがあるが、いずれも古いものではない。各建物（好文亭除く）は渡り廊下でつながれている。庭園は室町時代の相阿弥作と伝える築山泉水庭、江戸時代の小堀遠州作と伝える霧島の庭などがある。境内西側には京都市天然記念物のクスノキの巨木が5本ある。青蓮院では、例年春と秋に期日を区切って夜間拝観を実施し、庭園のライトアップを行っている。
- 熾盛光堂（しじょうこうどう、本堂） - 境内の南側に西面して建つ方三間、宝形造の堂。堂内の厨子には青蓮院の本尊である熾盛光如来の曼荼羅を安置するが、通常は公開していない（天台宗開宗1,200年を記念し、2005年（平成17年）9月28日から12月28日まで公開された）。熾盛光如来とは仏頂尊の一尊で、天台宗最大の秘法といわれる熾盛光法（国家鎮護、皇室の安泰などを祈る修法）の本尊であるが、この如来を寺院の本尊とするのは珍しい。寺伝では文禄5年（1596年）作の掛軸で、中央に種子「ボロン」(भ्रूं・bhruuM)で表した熾盛光如来、周囲に八大菩薩を表したものという。お前立ち像は2006年（平成18年）秋に篤志家より奉納された、本翡翠・プラチナ製の宝珠像となっている。本堂の東裏には国宝の青不動像の小さな複製が安置されている。
- 宸殿 - 小御所の西側に建つ入母屋造、桟瓦葺きの寺内で最も大きな建物。もとの宸殿は後水尾天皇の中宮である東福門院の御所が朝廷より寄進され、移築されたものであったが、1893年（明治26年）に焼失し、後に復興された。「宸」は皇帝の意で、有縁の天皇と歴代門主の位牌を祀る堂である。障壁画の浜松図（襖12面、戸襖4面、壁3面の17面）が重要文化財に指定されている。なお、1962年（昭和37年）に襖のうち1枚が心ない拝観者により切り取られ行方不明となっている。また、かつての宸殿で浄土真宗の開祖である親鸞が3代門主慈円について得度をしたことから、「お得度の間」とも呼ばれる。宸殿の前には右近の橘、左近の桜が植えられている。
- 大玄関 - 黒田正夕氏筆の襖絵「日月松桜百鶴図」がある。
- 庭園 - 枯山水庭園。
- 庫裏
- 華頂殿 - 客殿、白書院。木村英輝筆の蓮の襖絵が60面ある。
- 小御所 - 本堂の北側に建つ入母屋造、桟瓦葺きの建物。もとの小御所は後桜町上皇の仮御所として使用された建物であったが、1893年（明治26年）に焼失し、後に江戸時代中期の建物を移築して復興された。小御所に続く渡り廊下の横には豊臣秀吉が奉納した「一文字手水鉢」がある。
- 庭園「霧島の庭」 - 小堀遠州作の庭に霧島つつじが沢山植えられている。
- 九重石塔
- 叢華殿
- 茶室「好文亭」 - 青蓮院を仮御所としていた後桜町上皇が学問所として使用した茶室。1993年（平成5年）に中核派による放火で焼失したが、1995年（平成7年）に復元された。主室は四畳半台目の茶室で、他に四畳半3室、水屋、仏間がある。上村淳之筆の花鳥図の障壁画13面がある。
- 庭園「大森有斐の庭」
- 庭園「相阿弥の庭」 - 龍心池を中心とする池泉回遊式庭園。洗心滝があり、池には石橋の跨龍橋が架かる。
- 日吉社 - 鎮守社。元は粟田口に祀られていた十禅師社であったが、応仁の乱で荒廃し、慶長10年（1605年）に現在地に移されて再興された。
- 稲荷社
- 秋葉社
- 徳彦王御胞衣塚 - 青蓮院門跡第47世門主尊融入道親王であった久邇宮朝彦親王の第5王子である多嘉王の5人の王と女王の胞衣塚が残る。
- 家彦王御胞衣塚
- 發子女王御胞衣塚
- 賀彦王御胞衣塚
- 珖子女王御胞衣塚
- 鐘楼
- 御幸門（四脚門） - 明正天皇の中和門院の旧殿の門を移築したもの。
- 親鸞聖人童形像 - 銅像。親鸞が青蓮院で得度したことにちなんでいる。
- 植髪堂 - 境内の北方に建てられている。親鸞が得度した際の髪が木造親鸞童形像に植えられているとされ、それを祀っている。地下は納骨堂になっている。宝暦9年（1759年）に建立され、1880年（明治13年）に現在地に移転された。
- 遺髪塔 - 親鸞の髪が納められているとする。
- 長屋門 - 表門の手前右手に建つ門で、宸殿西方の四脚門と同様、明正天皇の中和門院の旧殿の門を移築したもの。
- 表門
- クスノキ 5本（京都市指定天然記念物） - 親鸞の手植とされているが、青蓮院が現在地に移るより前からあったものである。

### 墓地
- 花園天皇十楽院上陵 - 宮内庁の管理下にある。
- 青蓮院宮上ノ墓地 - 宮内庁の管理下にある。
  - 尊祐法親王墓 - 伏見宮邦永親王の第2王子。霊元天皇の養子。
  - 尊証法親王墓 - 後水尾天皇の第17皇子。
  - 尊純法親王墓 - 伏見宮貞敦親王の第5子である応胤入道親王の王子。
  - 道円法親王墓 - 後光厳天皇の第8皇子。
  - 尊鎮法親王墓 - 後柏原天皇の第5皇子。
  - 英宮墓 - 伏見宮貞致親王の子。
  - 尊朝法親王墓 - 伏見宮邦輔親王の第6王子。正親町天皇の養子。
  - 尊英入道親王墓 - 伏見宮貞建親王の第3王子。桜町天皇の養子。
- 青蓮院宮下ノ墓地 - 宮内庁の管理下にある。
  - 尊真入道親王墓 - 伏見宮貞建親王の第4王子。桜町天皇の養子。
  - 尊宝法親王墓 - 伏見宮貞敬親王の第2王子。光格天皇の養子。
  - 洁宮墓 - 有栖川宮幟仁親王の第2王子。仁孝天皇の養子。

### 飛地境内
東山山頂の将軍塚周辺が飛地境内となっている。
- 大護摩堂「青龍殿」 - 2014年（平成26年）10月建立。国宝「青不動」が祀られている。もとは1913年（大正2年）、北野天満宮境内に建てられた大日本武徳会京都支部武徳殿である。太平洋戦争後、1947年（昭和22年）から京都府警察の武道場「平安道場」として1998年（平成10年）まで使用され、後に当地に大護摩堂「青龍殿」として移築された。2014年（平成26年）10月4日に半田孝淳天台座主を大導師として青龍殿落慶青不動明王開眼法要が行われた。これに併せて10月8日から12月23日まで、国宝青不動明王の開帳と、青龍殿の一般公開が行われた。
- 大舞台 - もともと展望台があったが、青龍殿が建立された際に整備され、新しく巨大な舞台が建てられた。清水寺の舞台の4.6倍の広さがあり、京都盆地を一望できる名所である。
- 青龍殿庭園 - 回遊式庭園に枯山水庭園を取り込んだ庭園には、桜約200本や紅葉約220本などが植林され、春・秋には夜間拝観が実施される。東郷平八郎元帥、黒木為楨大将、大隈重信、菊地大雪等のお手植えの松がある。
- 将軍塚 - 桓武天皇が平城京遷都にあたり、王城鎮護のためここに将軍の像を埋めて塚とした。
- 西展望台
- 大日堂
- 福徳門

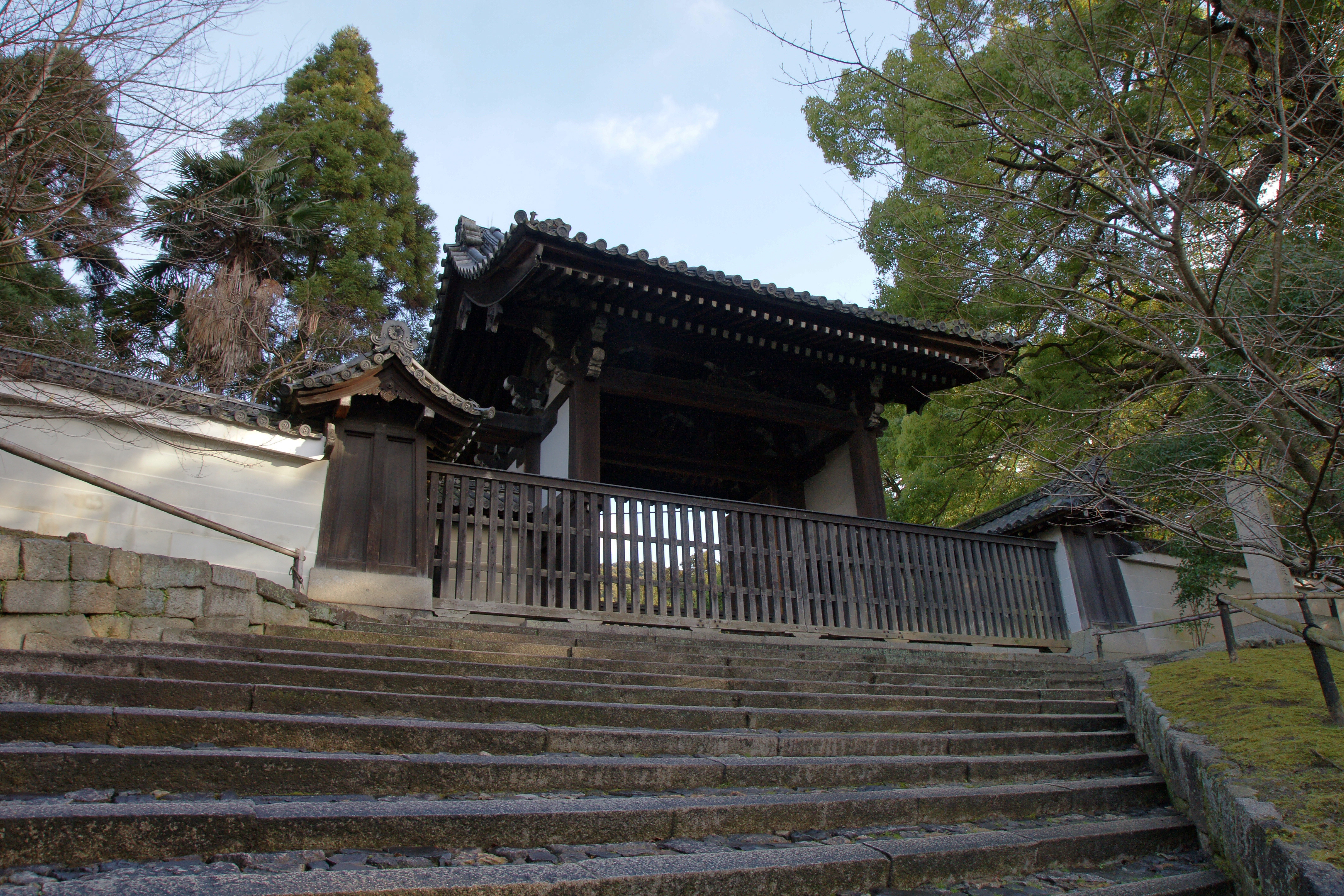
四脚門
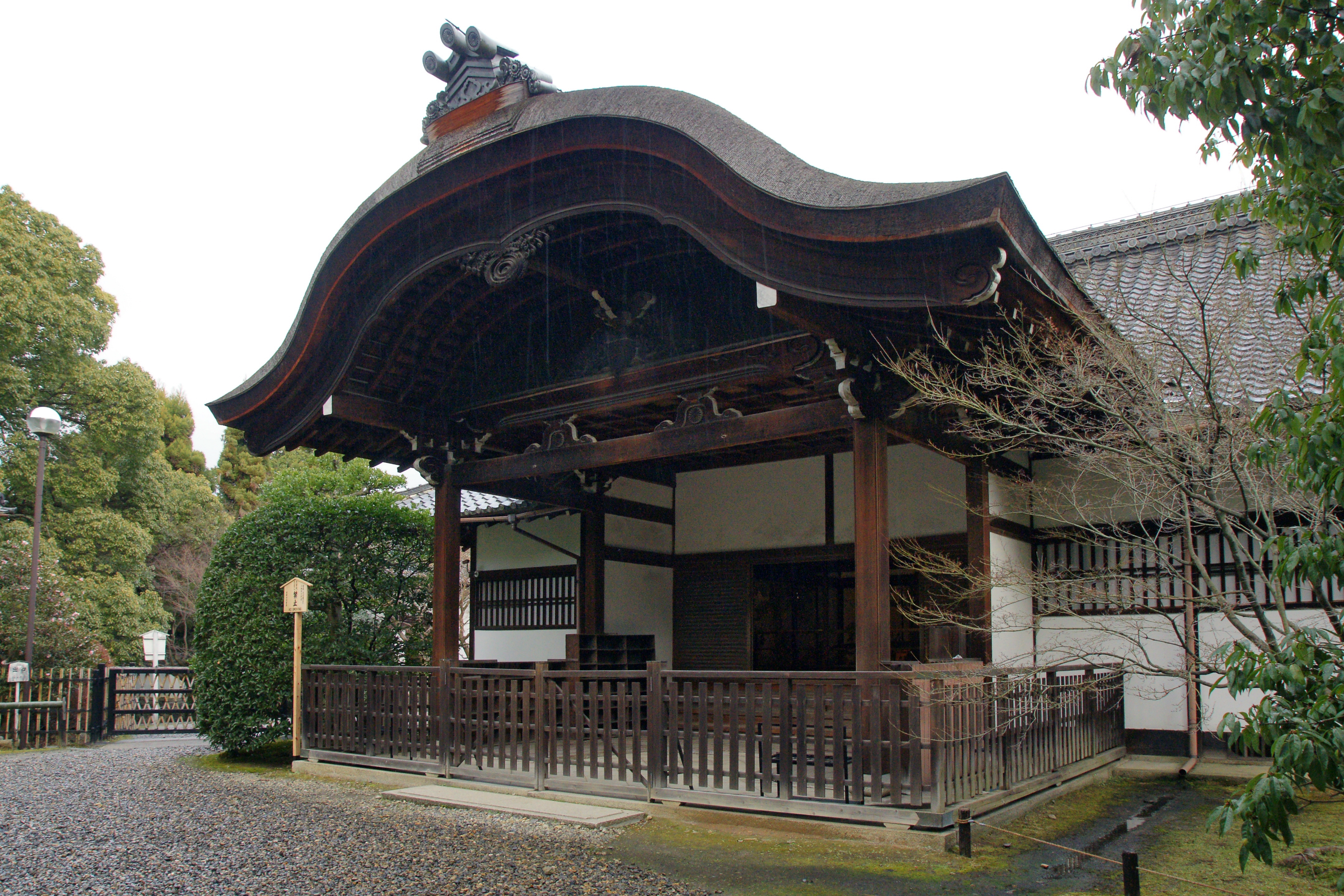
大玄関
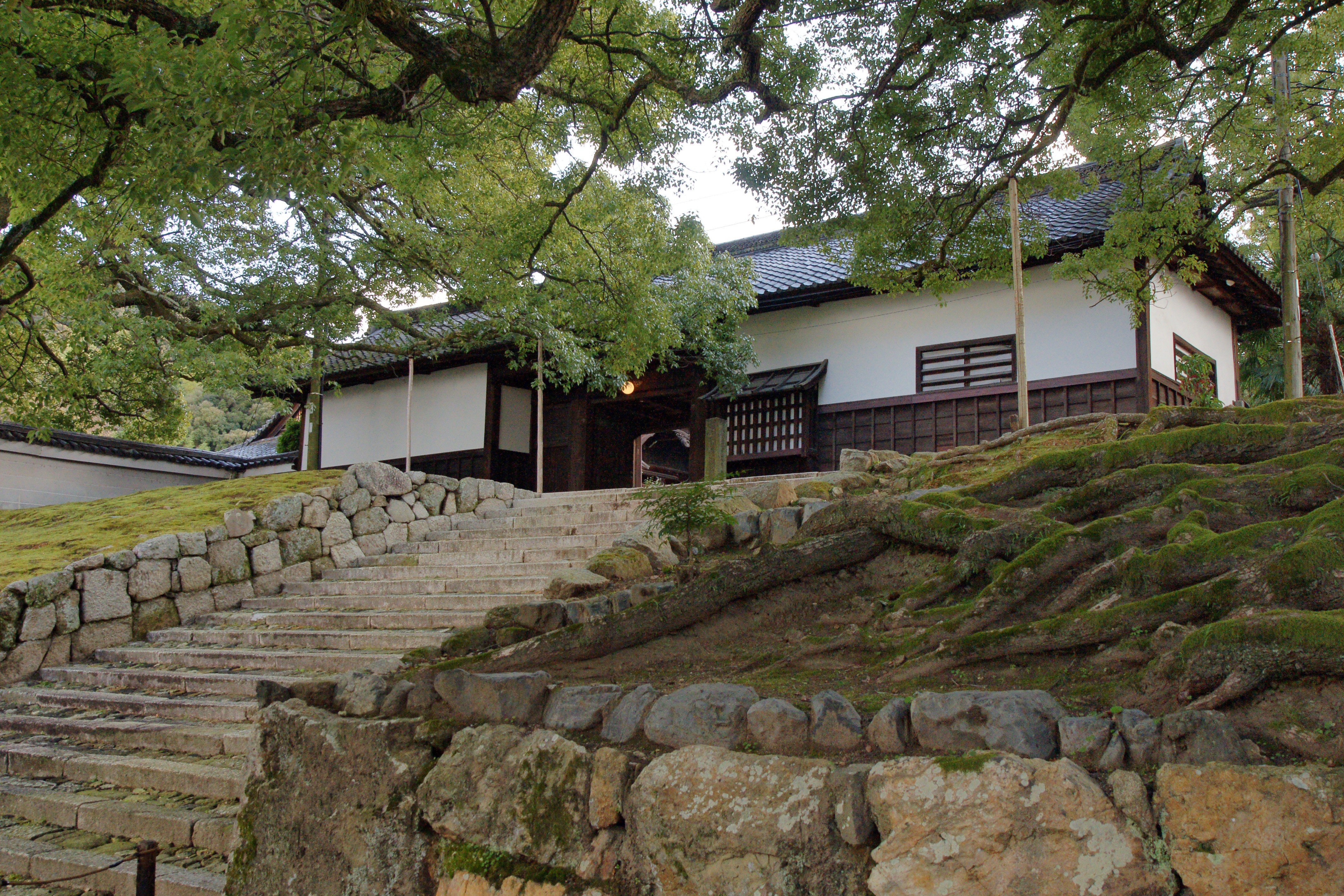
長屋門
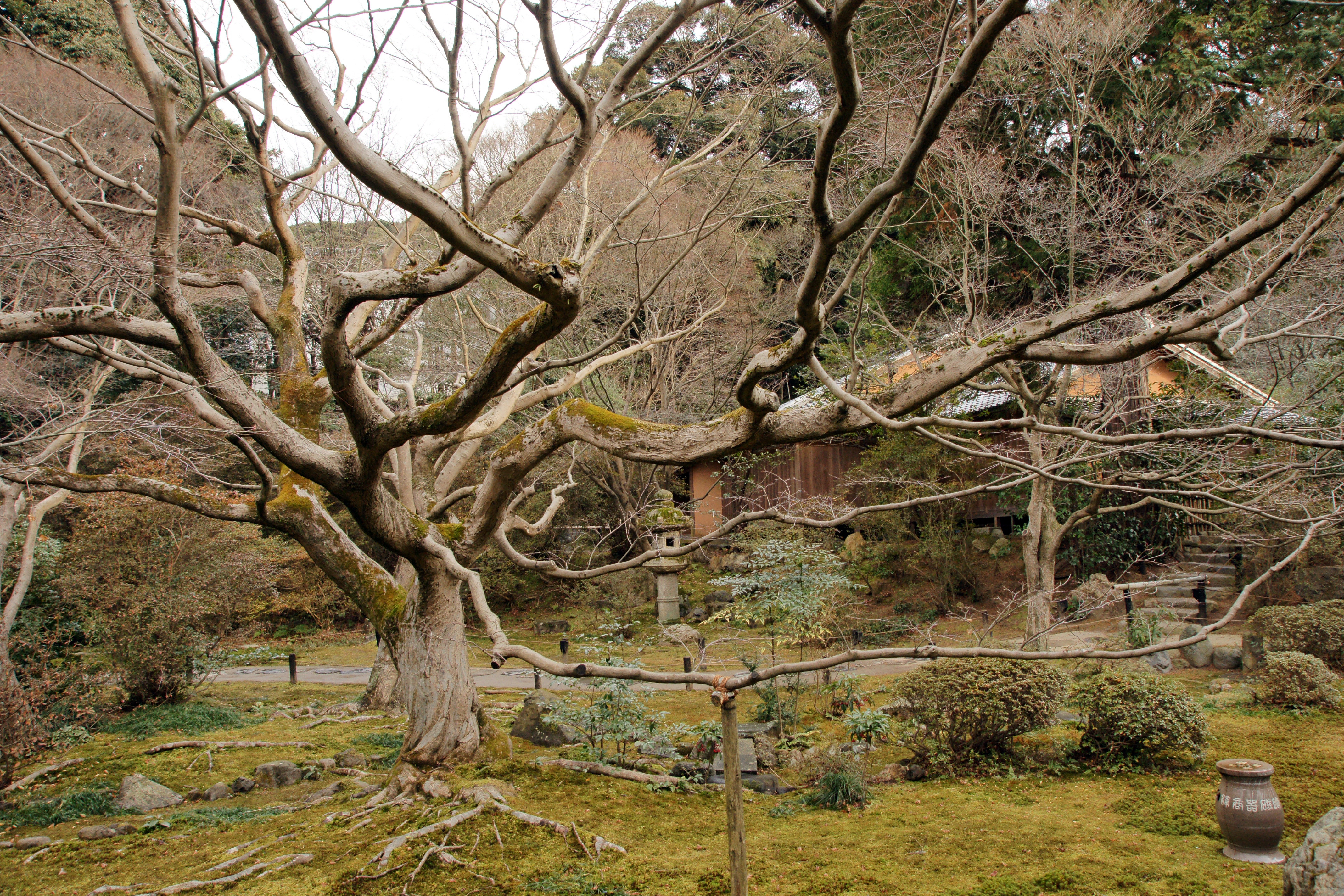
大森有斐の庭
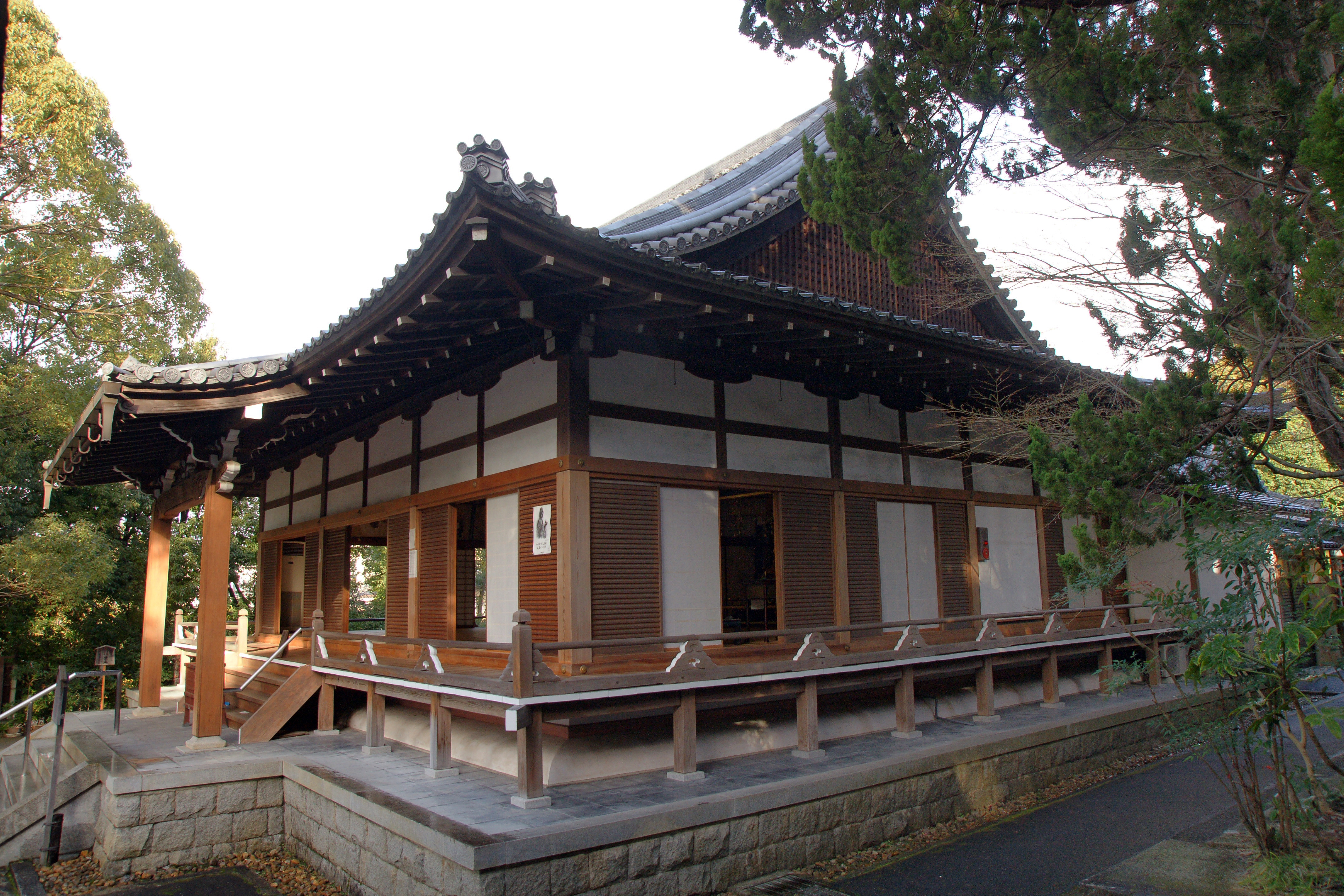
植髪堂
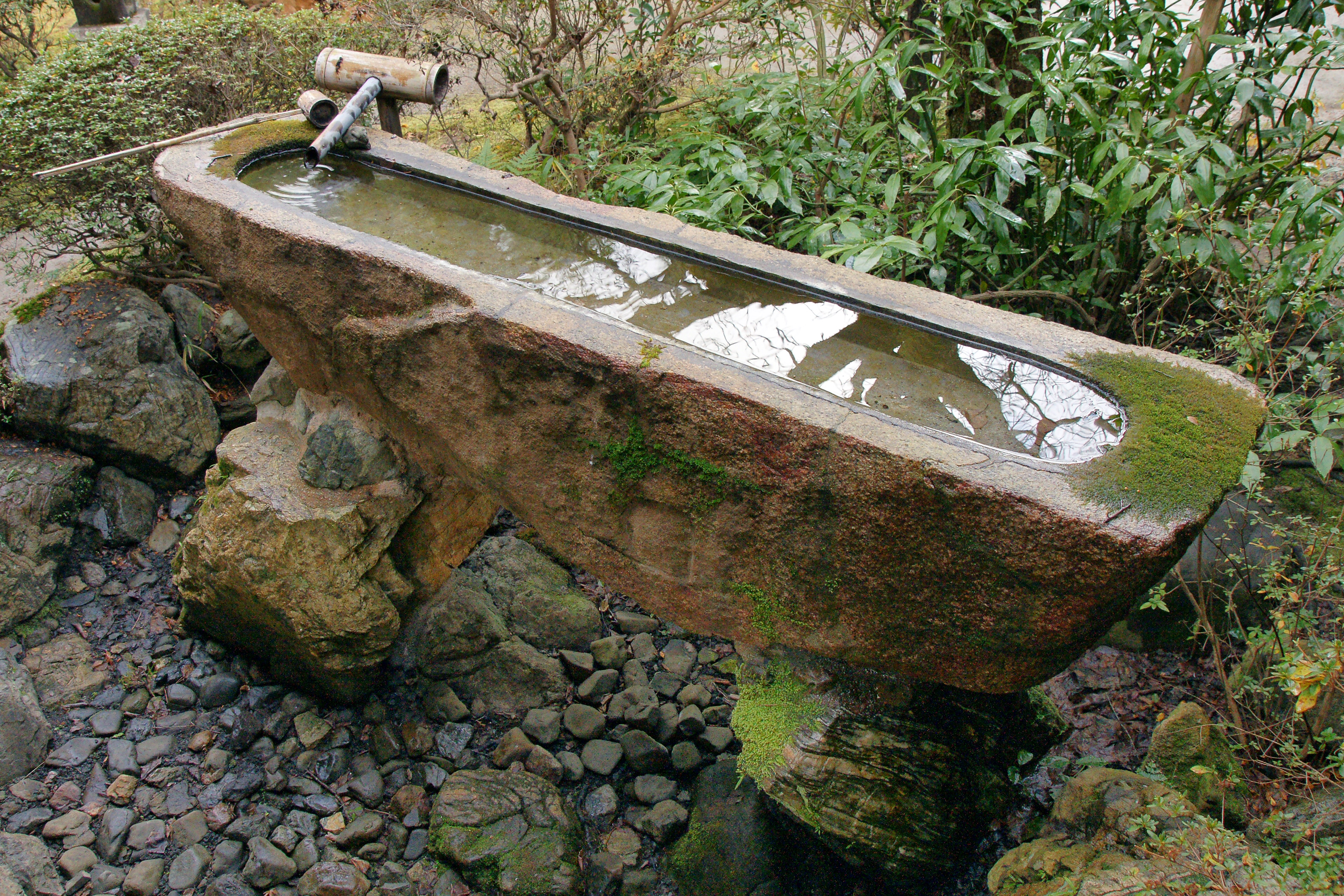
一文字手水鉢
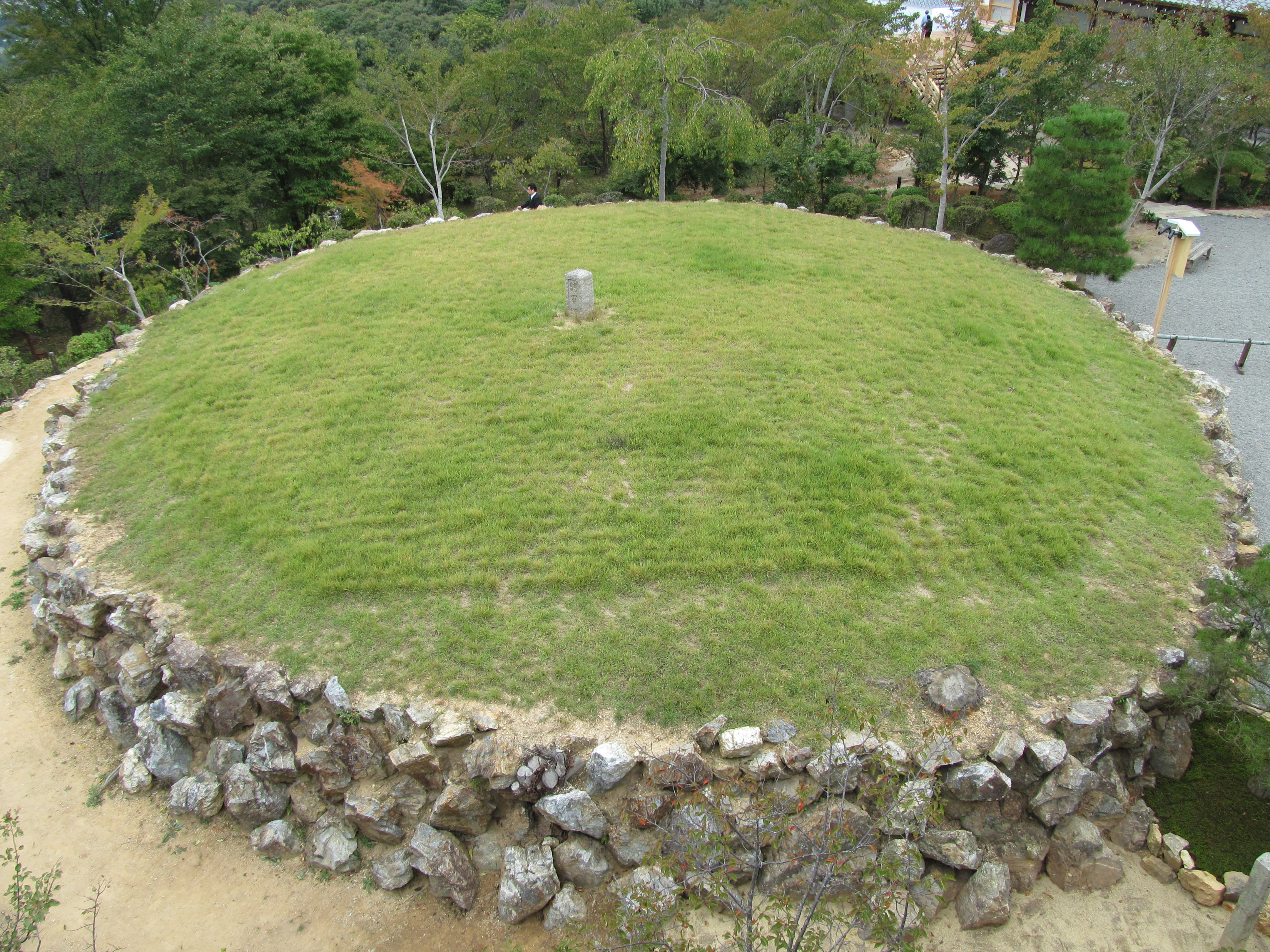
将軍塚

## 文化財

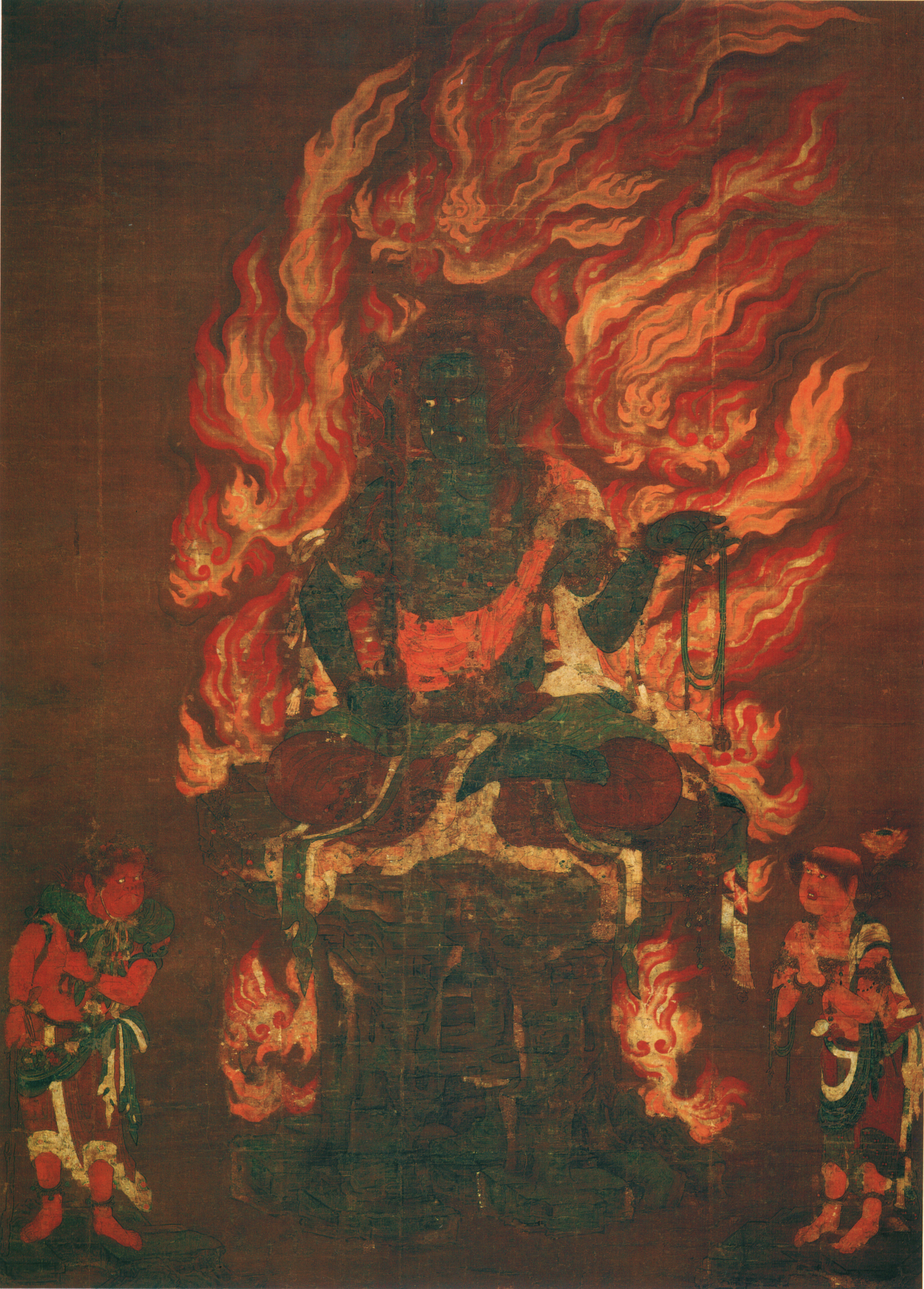
不動明王ニ童子像（青不動）

### 国宝
- 絹本著色不動明王ニ童子像 - 「青不動」と通称される平安時代後期の仏画。奈良国立博物館に寄託されていたが、2014年（平成26年）10月に飛地境内の将軍塚に大護摩堂「青龍殿」が完成し、同所にて10月から12月まで開帳された。園城寺（三井寺）の「黄不動」、高野山明王院の「赤不動」とともに三不動といわれている。現在、青龍殿に祀られているものは複製品であり、国宝本体は青龍殿奥殿に安置されている。

### 重要文化財
- 木造兜跋毘沙門天立像[7]
- 金地著色浜松図 17面（うち1面盗難）
- 後光厳院宸翰消息（九月十日）
- 紺紙金泥大灌頂光明真言（光格天皇宸翰）
- 解深密経 巻第四（金砂子色麻紙）
- 門葉記 122巻（附：同写本149冊）
- 夜鶴庭訓抄
- 往生要集 上中下 3帖 承安元年僧弘恵書写奥書
- 観音応験記
- 八家秘録及び諸真言目録 10帖 寛治五年僧勝豪書写校合奥書
- 慈円一期思惟記（自筆本）
- 青蓮院吉水蔵聖教類（しょうぎょうるい） 1,622種
- 円仁自筆書状（十一月二十四日）
- 皇慶附嘱状1通・皇慶起請1通 永承三年
- 円仁入唐請来書目録 嘉承三年僧院昭書写奥書
- 慈円自筆四天王寺聖霊院願文案

出典：2000年までの指定物件については、『国宝・重要文化財大全 別巻』（所有者別総合目録・名称総索引・統計資料）（毎日新聞社、2000）による。

### 国の史跡
- 青蓮院旧仮御所

### 京都市指定天然記念物
- クスノキ 5本

### 青蓮院旧蔵の重要文化財
以下は諸般の事情により、第二次世界大戦後に青蓮院の所有を離れた重要文化財である。
- 絹本著色普賢延命像（奈良国立博物館蔵）
- 光厳院宸翰消息（出光美術館蔵）
- 正親町天皇宸翰消息（広島県・耕三寺蔵）
- 陽光院筆消息（広島県・耕三寺蔵）
- 後陽成天皇宸翰消息（閏七月十七日）（個人蔵）
- 慈円僧正消息（残欠7通）（文化庁保管）
- 大手鑑 百八十六葉（個人蔵）
- 伏見天皇宸翰歌集断簡（広沢切）（所在不明）[注釈 5]
- 伏見天皇宸翰宝篋印陀羅尼経（大阪府・和泉市久保惣記念美術館蔵）
- 後崇光院筆新続古今集（個人蔵）
- 後桜町天皇宸翰心経百九巻（広島県・法人蔵）
- 後桜町天皇宸翰六字名号（広島県・法人蔵）
- 涅槃経集解　巻七十一残巻（所在不明）[9]
- 法華経　化城喩品（大阪府・和泉市久保惣記念美術館蔵）
- 箔散料紙法華経　方便品（大阪府・和泉市久保惣記念美術館蔵）
- 別異弘願性戒鈔（広島県・耕三寺蔵）

## 主な門主
- 行玄（1097 - 1155）（藤原師実の子）：初代門主
- 覚快法親王（1134 - 1181）（鳥羽天皇の第7皇子）：2代門主
- 慈円（1155 - 1225）（藤原忠通の子）：3代門主
- 良快（1185 - 1243）（九条兼実の子）：4代門主
- 慈源（1220 - 1255）（九条道家の子）：5代門主
- 道覚法親王（1204 - 1250）（後鳥羽天皇の第8皇子）：6代門主（宝治2年〈1248〉 - 1250）
- 最守（1224 - 1256）（藤原基房の子）：7代門主
- 尊助法親王（1217 - 1290）（土御門天皇の第6皇子）：8代門主
- 慈禅（近衛家実の子）：9代門主
- 道玄（最尋）（1237 - 1304）（二条良実の子）：10代門主（文永2年〈1265〉 - 1304）
- 慈実（1238 - 1300）（九条道家の子）：11代門主
- 慈助法親王（1254 - 1295）（後嵯峨天皇の皇子）：12代門主
- 慈玄（1260 - 1301）（一条実経の子）：13代門主
- 慈深（一条家経の子）：14代門主
- 良助法親王（1268 - 1318）（亀山天皇の第7皇子）：15代門主
- 慈道法親王（1282 - 1341）（亀山天皇の皇子）：16代門主
- 尊円法親王（1298 - 1356）（伏見天皇の第6皇子）：17代門主
- 尊実法親王（1314 - ?）（後伏見天皇の第4皇子）
- 祐助法親王（1302 - 1359）（後二条天皇の第3皇子）
- 尊道法親王（1332 - 1403）（後伏見天皇の第11皇子）
- 慈済（一条経通の四男）
- 尊満（1381 - ?）（足利義満の庶長子）
- 道円入道親王（1364 - 1385）（後光厳天皇の第8皇子）
- 義円（のちの足利義教）（1394 - 1441）：門主（応永15年〈1408〉 - 応永35年〈1428〉）
- 義快（1421 - 1437）（二条満基の子）
- 尊応（1432 - 1514）（二条持基の子）
- 尊伝法親王（1472 - 1504）（後土御門天皇の第2皇子）
- 尊鎮法親王（1504 - 1550）（後柏原天皇の皇子）
- 尊朝法親王（1552 - 1597）（伏見宮邦輔親王の第6王子）
- 尊純法親王（1591 - 1653）（応胤法親王の王子）：門主（慶長3年〈1598〉 - 1653）
- 道寛法親王（1647 - 1676）（後水尾天皇の第13皇子）
- 尊證法親王（1651 - 1693）（後水尾天皇の皇子）
- 尊胤法親王（1715 - 1739）（霊元天皇の第15皇子）
- 尊祐法親王（1697 - 1747）（伏見宮邦永親王の第2王子）
- 尊真法親王（1744 - 1824）（伏見宮貞建親王の第5王子）
- 尊融親王（久邇宮朝彦親王）（1824 - 1891）：門主（嘉永5年〈1852〉 - 1891）
- 東伏見慈洽（1910 - 2014）（久邇宮邦彦王の王子）：門主（1943年〈昭和18年〉 - 2004年〈平成16年〉）
- 東伏見慈晃（1942 - ）

## 前後の札所
近畿三十六不動尊霊場
18 聖護院　-　19 青蓮院　-　20 智積院
神仏霊場巡拝の道
114 革堂行願寺　-　115 青蓮院　-　116 八坂神社

## 映画と青蓮院
大正から昭和にかけて、活動写真の撮影場所として門前の構えが重宝された。見識も高い寺で、映画人が心やすく出入りすることはできなかったが、門前の撮影だけは許された。この時代の撮影謝礼金は映画館の招待券十枚程度で、当時で五円ほど、これは上等旅館の一泊料金に相当し、現在なら二万円弱というところだった。
長い石段は馬の出入りが自由にできず、考証的に不合格と言ってよかったが、この門前の厳めしさと気品が雰囲気に合い、各撮影所が「町奉行所」とか「薩摩屋敷」として多用した。
稲垣浩監督は1941年（昭和16年）に阪東妻三郎主演の映画『江戸最後の日』で、薩摩屋敷としてこの門前を使った。ところがこの門前は北向きであるので冬季は門前に日が当たらず、夏季は楠が茂って門の半分を隠し太陽を遮ってしまい、しかも仰角度から狙えず、キャメラマン泣かせの場所だった。
1948年（昭和23年）に清水宏監督が青蓮院に立て籠り、『蜂の巣の子たち』という映画の構想を練った。戦災孤児や不良児たちを十数人この寺に収容し、その甦生を指導しながら彼らの日常生活や生態をドキュメンタリー風に写し撮ったのである。門前のほかは映画撮影のための入門を許さなかった青蓮院だが、当時この寺は経済的に困窮していたために相互扶助が生じたようで、実現しなかったが一時は「清水監督をこの寺の住職に」との話もあったという。

## 幕末の領地
国立歴史民俗博物館の『旧高旧領取調帳データベース』より算出した幕末期の青蓮院領は以下の通り（11村・1,157石余）。
- 山城国愛宕郡のうち - 6村
  - 岡崎村のうち - 11石余
  - 田中村のうち - 9斗余
  - 浄土寺村のうち - 2石余
  - 鹿ヶ谷村のうち - 13石余
  - 粟田口村のうち - 214石余
  - 千本廻りのうち - 65石余
- 山城国葛野郡のうち - 2村
  - 壬生村のうち - 402石余
  - 中堂寺村のうち - 5石余
- 山城国乙訓郡のうち - 1村
  - 上植野村のうち - 122石5斗
- 山城国紀伊郡のうち - 1村
  - 東九条村のうち - 19石余
- 大和国平群郡のうち - 1村
  - 菅田村のうち - 300石

## 拝観案内
- 青蓮院 9:00 - 17:00 拝観料 大人500円（ライトアップ拝観料金　大人800円）
- 将軍塚青龍殿　9:00 - 21:30 拝観料 大人500円

## アクセス
- 京都市営地下鉄東西線東山駅下車徒歩6分
- 京都市営バス5系統・46系統 神宮道バス停下車徒歩3分。
- 京都市営バス「京都岡崎・都心循環バス（京都岡崎ループ）」青蓮院前バス停下車すぐ（2015年9月19日から運転・2022年3月19日から休止[11]）。
- 京都市営バス・京阪バス、祇園バス停下車。八坂神社と円山公園を通って徒歩15分。

東山山頂の将軍塚大日堂
- 京阪バス 京都河原町駅・三条京阪駅から将軍塚青龍殿へのバスが運行されていた。